# Дрібниці життя (фільм, 1980)
«Дрібниці життя» (рос. «Мелочи жизни») — радянський художній фільм 1980 року режисера В'ячеслава Криштофовича.

## Сюжет
У сім'ї подружжя Буніних виникла напружена ситуація у відносинах. Їм не вдається зрозуміти, чому так сталося, Наташа і Саша не знають, як все виправити, і не впевнені в тому, чи потрібно виправляти взагалі щось. Єдине, на що вони згодні, так це на розлучення. Але цей процес вимагає багато формальностей від обох. І щоб їх залагодити, подружжя змушене ще спілкуватися між собою. Адже їм належить нелегке розв'язання житлового питання і хворобливий розділ майна. Зараз атмосфера в будинку гнітюча, але ж раніше була радісна. І фотографії на стіні тому підтвердження. Можна зрозуміти, як непросто героям все це пережити. Через повсякденні дрібниці зникли любов, радість і колишні приємні стосунки. Допомогти їхній проблемі марно намагаються родичі, особливо мама дружини. Але від цього ситуація ще більше загострюється. Подружжя вже не може приховати свою неприязнь один до одного перед сином, який стає свідком їхньої драми. Буніни разом підшукують житло для обміну. У новій квартирі їх змусила задуматися про свій намір розмова з її власником. І раптом вони дізнаються про повінь, яка затопила їхню дачу. Чи зможе стихійне лихо вплинути на рішення про розлучення?

## В ролях
| Актор                 | Роль              |
| --------------------- | ----------------- |
| Ольга Остроумова      | Наташа Буніна     |
| Анатолій Грачов       | Саша Бунін        |
| Олександр Вокач       | господар квартири |
| Олексій Левченко      | сусід             |
| Володимир Нечепоренко | дачник            |
| Ксенія Ніколаєва      | працівниця РАГСу  |

## Знімальна група
- режисер-постановник: В'ячеслав Криштофович
- сценаристи: Раміз Фаталієв, В'ячеслав Криштофович
- композитор: Вадим Храпачов
- оператор-постановник: Вілен Калюта
- художник-постановник: Лариса Жилко
- режисер: Анатолій Кучеренко
- оператор: Майя Степанова
- звукооператор: З. Копистинська
- монтажер: Алла Голубенко
- художник по костюмах: І. Жаркова
- гример: Ю. Клименко
- асистенти режисера: С. Осадча, Е. Юревич
- асистенти оператора: Богдан Вержбицький, Г. Кривошеєнко
- адміністративна група: Б. Циганков, В. Циба
- майстер зі світла: Г. Котов
- редактор: Леонід Чалдранян
- директор картини: Валентина Гришокіна